# Boroszló (Szlovákia)
Boroszló vagy Sárosboroszló (szlovákul: Brestov) község Szlovákiában, az Eperjesi kerület Eperjesi járásában.

## Fekvése
Eperjestől 20 km-re délkeletre, az Ósva-patak és a Tarca között található.

## Története
1219-ben a váradi regestrumban „Borozlou” néven említik először egy birtokvita kapcsán. 1229-ben a vita azzal zárul, hogy a falu birtokát felosztják Péter fia Péter és István fiai Péter, János és Pál között. 1325-től Boroszló a mislyei prépostság birtoka volt, amely valószínűleg a terület korábbi birtokosaitól, az Aba nemzetségtől szerezte meg a birtokot. A nagyobb települések közé számított, 1427-ben 31 portát számláltak a faluban. A 16. században a 60-as évekig prépostsági birtok maradt, ekkor a Kátay család szerezte meg. 1787-ben 60 házában 425 ember élt.
A 18. század végén Vályi András így ír róla: „BOROSZLÓ. Bresztov. Tót falu Sáros Vármegyében, földes ura a’ Királyi Kamara, lakosai katolikusok, földgye, a’ hol szorgalmatosan miveltetik, termékeny, réttyeinek némelly része kétszer kaszáltatik, legelője, fája mind a’ kétféle, piatzozása nem meszsze, első Osztálybéli.”
1828-ban 89 házban 647-en laktak. Lakói főként mezőgazdasággal, állattartással, szövéssel, erdei munkákkal foglalkoztak.
Fényes Elek 1851-ben kiadott geográfiai szótárában így ír a faluról: „Boroszló, Bresztow, tót falu, Sáros vgyében, Somoshoz keletre 3/4 mfd. 723 kath., 8 zsidó lak. Kath. paroch. templom. Van itt 22 egész jobbágytelek, 573 1/2 hold majorsági szántóföld, 20 hold rét, 668 h. erdő. F. u. az alapitványi kincstár.”
1920 előtt Sáros vármegye Lemesi járásához tartozott.

## Népessége
| Év:            | 1994. | 2004.   | 2014.   | 2024.   |
| -------------- | ----- | ------- | ------- | ------- |
| Emberek száma: | 479   | 454     | 449     | 461     |
| Eltérés:       |       | -5,21 % | -1,10 % | +2,67 % |

| Év:            | 2023. | 2024. |
| -------------- | ----- | ----- |
| Emberek száma: | 461   | 461   |
| Eltérés:       |       | +0 %  |

1910-ben 488, túlnyomórészt szlovák anyanyelvű lakosa volt.
2001-ben 459 lakosából 458 szlovák volt.
2011-ben 443 lakosából 416 szlovák volt.

## Neves személyek
- Itt született 1867-ben Carola Cecília énekesnő, primadonna.
- Itt hunyt el 1909-ben Bornemisza Pál néprajzkutató, Afrika-kutató, a kászoni Bornemisza család sarja.

## Nevezetességei
- Szűz Mária tiszteletére szentelt római katolikus temploma 1782-ben épült.
- A falutól 1 km-re keletre 1975-ben 13. századi kis méretű erősség maradványait tárták fel, amely a 14. században pusztulhatott el.